# Power (singolo BAP)
Power (워리어?) è una canzone registrata dal gruppo sudcoreano BAP, pubblicata come singolo digitale il 27 aprile 2012 tramite la TS Entertainment. La canzone è entrata nel loro secondo mini-album con lo stesso nome. Il brano è stato scritto e composto da Kang Ji Won e Kim Ki Bum, anche autori del precedente singolo, dei BAP, Warrior.
Il video musicale della canzone è stato diretto da Hong Ki Won di ZanyBros, che ha anche diretto il video musicale, Warrior. Power è stato lodato da vari media e netizen per essere una versione aggiornata di Warrior.

## Background e lancio
Il 20 aprile 2012, la TS Entertainment ha pubblicato il video musicale, seguito da un altro video teaser, il 23 aprile 2012. Una settimana prima del lancio di Power, la TS Entertainment ha pubblicato le foto del concerto. Il 27 aprile 2012, TS Entertainment ha pubblicato l'audio e il video musicale di Power.

## Composizione e tema
Power è la title track dei BAP del loro secondo mini-album con lo stesso titolo, è una danza in stile hip hop della durata di 3 minuti e 49 secondi, e venne scritto e prodotto con una forte componente hardcore rock e hiphop mescolati per creare un brano con un forte significato di lotta di coloro che cercano di ottenere giustizia dalla tirannia dal denaro. Il testo della canzone invita l'ascoltatore a ribellarsi contro l'ingiustizia, lotta contro l'idea che il denaro e lo status siano tutto, e che la fonte del vero potere è dentro di sé stessi.

## Ricezione critica
Corynn Smith di MTV Korea scrisse: "I BAP dimostrano ancora una volta il motivo per il quale, con il loro nuovo brano, sono considerati gli esordienti migliori dell'anno. Sia il loro stile vocale aggressivo che la coreografia sono così intensi, che alla fine ero esausta. I BAP con Power sono tornati con un botto, continuano a cullare il loro stile "forte e aggressivo", completo di tutta l'energia, i ringhi e sogghigni, che hanno catturato l'attenzione dei fan con il loro debutto di gennaio. Il singolo Warrior mostra un innegabile senso di spavalderia, che eleva questi rookies in una classe originale, essendo evidente anche nella coreografia: una miscela di crumping, b-boy footwork tesi ad intensificare sia il suono che l'aspetto visivo della canzone messaggio-ribellione".

## Promozioni

### Spettacolo dal vivo
I BAP al Music Bank del 27 aprile 2012, hanno prima eseguito Power, seguita da una fase di debutto su Music Core, su MTV's The Show, e Inkigayo.

## Video musicale

### Background
Nel video musicale, i membri dei BAP ritraggono più forza nella loro coreografia e testi che nella loro canzone di debutto. Una nave spaziale di 18 metri di altezza e dal peso di 700 kg, sono visibili in entrambi i teaser, usciti il 20 aprile e 27, e il video musicale.

## Formazione
- Bang Yong Guk - voce, rap, scrittore
- Choi Joon Hong (Zelo) - voce, rap
- Jung Dae Hyun - voce
- Yoo Young Jae - voce
- Kim Him Chan - voce
- Moon Jong Up - voce
- Kang Jiwon - co-produttore, scrittore, arrangiatore, musica
- Kim Kibum - co-produttore, scrittore, arrangiatore, musica

## Classifiche
| Classifica    | Posizione massima |
| ------------- | ----------------- |
| Corea del Sud | 48                |